# Wolfgang Lämmle
Wolfgang Lämmle (* 1941 in Stuttgart-Bad Cannstatt; † 27. Februar 2019 in Australien) war ein deutscher Künstler und Kunstfälscher.

## Leben
Lämmle war ein gelernter Drucker. Als Künstler und Besitzer einer Galerie setzte er selbst verfertigte Kopien bekannterer Maler des schwäbischen Raumes als Originale in Verkehr. Dies flog 1988 auf. Er soll mit seinen Fälschungen innerhalb von drei Jahren etwa 100.000 D-Mark (2025: ca. 102.000 Euro) umgesetzt haben. Lämmle kam mit einer Bewährungsstrafe davon und übersiedelte nach Frankreich, wo er im Périgord eine Malschule gründete. In der Folge konnte Lämmle vom Medieninteresse profitieren. Es kam zu erfolgreichen Versteigerungen seiner Imitate und zu mehreren ihm gewidmeten TV-Sendungen. 2007 wanderte er nach Australien aus. Lämmle veröffentlichte mehrere Bücher. Er bezeichnete sich selbst als „Maler des Lichtes“.